# The Best of Andrea Bocelli: Vivere
The Best of Andrea Bocelli: Vivere – album greatest hits Andrea Bocelli wydany 22 października 2007 roku za pośrednictwem wytwórni muzycznej Decca oraz Sugar Records. Prócz największych przebojów, wydawnictwo zawiera pięć nowych utworów.
Piosenka „Vive Ya” (hiszpańska wersja „Dare to live (Vivere)”) została nominowana do Latin Grammy Awards w 2008 roku w kategorii Record of the Year. W sierpniu 2010 roku, 3 lata po wydaniu, album znalazł się na szczycie notowania OLiS w Polsce. 

## Lista utworów
1. „La Voce Del Silenzio” (The Voice of Silence) – 4:55
2. „Sogno” (Dream) – 4:00
3. „Il Mare Calmo della Sera” (The Calm Sea of the Evening) – 4:39
4. „Vivere (Dare to Live)” (gośc. Laura Pausini) – 4:18
5. „Canto della Terra” (Song of the Earth) – 3:59
6. „A Te” (To You, gośc. Kenny G) – 4:09
7. „Bésame Mucho” (Kiss Me A Lot) – 4:02
8. „Mille Lune Mille Onde” (A Thousand Moons, a Thousand Waves) – 3:59
9. „Time to Say Goodbye” (Con te partirò) (gośc. Sarah Brightman) – 4:05
10. „Io ci sarò” (I'll Be There, gośc. Lang Lang) – 4:49
11. „Romanza” (Romance) – 3:42
12. „Vivo per lei” (I Live for Her, gośc. Giorgia) – 4:25
13. „Melodramma” – 4:07
14. „Bellissime stelle” (Beautiful Stars) – 4:14
15. „The Prayer” (gośc. Céline Dion) – 4:27
16. „Because We Believe”  (gośc. Marco Borsato) – 4:40

Wydanie japońskie
1. „Somos Novios (It’s Impossible)” (gośc. Rimi Natsukawa)
2. „Dell'amore non si sa” (gośc. Hayley Westenra)

## Certyfikaty i sprzedaż
| Kraj                          | Certyfikat         | Sprzedaż   |
| ----------------------------- | ------------------ | ---------- |
| Austria (IFPI Austria)        | złota płyta        | 10 000+    |
| Belgia (BEA)                  | złota płyta        | 15 000+    |
| Brazylia (Pro-Música Brasil)  | złota płyta        | 30 000+    |
| Dania (IFPI Denmark)          | platynowa płyta    | 30 000+    |
| Grecja (IFPI Greece)          | złota płyta        | 7 500+     |
| Holandia (NVPI)               | platynowa płyta    | 70 000+    |
| Irlandia (IRMA)               | 2x platynowa płyta | 30 000+    |
| Kanada (Music Canada)         | platynowa płyta    | 100 000+   |
| Nowa Zelandia (RMNZ)          | platynowa płyta    | 15 000+    |
| Norwegia (IFPI Norway)        | 2x platynowa płyta | 80 000+    |
| Polska (ZPAV)                 | 2x platynowa płyta | 40 000+    |
| Stany Zjednoczone (RIAA)      | platynowa płyta    | 1 000 000+ |
| Szwajcaria (IFPI Switzerland) | złota płyta        | 15 000+    |
| Wielka Brytania (BPI)         | 3x platynowa płyta | 900 000+   |
| Węgry (MAHASZ)                | 2x Platynowa płyta | 12 000+    |
| Włochy (FIMI)                 | złota płyta        | 40 000+    |